# UVa線上解題系統
UVa線上解題系統是由西班牙瓦拉多利德大學開發的自動化線上程式評判系統，包含了超過4300個程式設計問題並且開放給所有人註冊參與解題，目前有超過10萬名使用者。使用者可以使用C(C89)、C++(C++98)、Pascal、Java、C++11或是Python撰寫程式以解決題目中提出的問題，其中Java選項在2001年開放，C++11選項在2014年開放，Python選項在2016年開放。
UVa同時也舉辦程式設計競賽，在競賽環境中使用者必須在限制的時間之內解決一組題目。

## 歷史沿革
UVa線上解題系統最早是由西班牙瓦拉多利德大學教授演算法的數學家Miguel Ángel Revilla在1995年建立，瓦雅多利大學資訊系的學生Ciriaco García de Celis撰寫第一版解題系統的所有程式，解題系統在1997年4月對外開放。UVa在1999年及2000年舉辦ACM ICPC SWERC程式設計競賽。2007年由Miguel Revilla Rodríguez設計的新系統上線，同時淘汰了舊的伺服器。

## 外部連結
- UVa 官方網站 （页面存档备份，存于）
- 官方論壇 （页面存档备份，存于）
- uDebug （页面存档备份，存于） 提供题目测试数据的第三方網站
- Hunting UVA Problems （页面存档备份，存于） 提供一些使用者統計資料的第三方網站